# Adam Drzeżdżon
Adam Józef Drzeżdżon (ur. 14 listopada 1963 w Gdyni) – polski samorządowiec, burmistrz Władysławowa w latach 1998–2010.

## Życiorys
Absolwent Liceum Ogólnokształcącego im. Stefana Żeromskiego w Pucku. Ukończył studia na Wydziale Nauk Społecznych Uniwersytetu Gdańskiego – kierunek pedagogika specjalna oraz studia podyplomowe w Gdańskiej Wyższej Szkole Humanistycznej – kierunek administracja publiczna.
Przez siedemnaście lat pracował w szkołach powiatu puckiego, głównie jako nauczyciel wychowania fizycznego. W latach 1996–98 był dyrektorem Szkoły Podstawowej w Jastarni.
Od 1994, przez dwie kadencje, był radnym Rady Miasta Władysławowa. W 1998 po raz pierwszy został wybrany burmistrzem Władysławowa. Reelekcję na to stanowisko uzyskiwał w wyborach bezpośrednich w 2002 i 2006 (z ramienia KWW "Mała Ojczyzna"). W 2010 nie ubiegał się o ponowny wybór.
Trenował piłkę ręczną; w latach 1978–1982 był zawodnikiem Spójni Gdańsk.

## Odznaczenia i wyróżnienia
- Srebrny Krzyż Zasługi
- Srebrna Odznaka Sekcji Krajowej Oświaty i Wychowania NSZZ „Solidarność”
- Honorowy Obywatel Miasta Władysławowa")[2]

## Życie prywatne
Syn Urszuli i Jana Drzeżdżonów.
Dwukrotnie żonaty; ma dwóch synów – Kordiana i Karola.